# Amr Elsolia
Amr Elsolia (tiếng Ả Rập: عمرو السولية) (sinh ngày 2 tháng 4 năm 1990) là một tiền vệ bóng đá người Ai Cập thi đấu cho đội bóng tại Giải bóng đá ngoại hạng Ai Cập Al Ahly.

## Sự nghiệp
Vào tháng 7 năm 2014, Elsolia liên kết với đội bóng tại Tippeligaen của Na Uy Stabæk, dẫn dắt bởi cựu huấn luyện viên đội tuyển Ai Cập Bob Bradley, nhưng thương vụ đó không bao giờ xảy ra.